# Клешнево (Тверская область)
Клешнево — деревня в Ржевском районе Тверской области, входит в состав сельского поселения «Успенское».

## География
Деревня расположена на берегу реки Бойня в 9 км на юг от центра поселения посёлка Успенское и в 9 км на восток от Ржева, в 1 км на север от деревни находится урочище Никольский погост.

## История
Скорбященская церковь на Никольском Погосте на Городище была построена в 1858 году и имела приделы Святителя Николая и Рождества Богородицы, метрические книги с 1800 года.
В конце XIX — начале XX века деревня вместе с погостом входила в состав Тимофеевской волости Ржевского уезда Тверской губернии.
С 1929 года деревня входила в состав Гнилевского сельсовета Ржевского района Ржевского округа Московской области, с 1935 года — в составе Калининской области, с 1994 года — в составе Успенского сельского округа, с 2005 года — в составе сельского поселения «Успенское».

## Население
| 1883 | 2002 | 2008 | 2010 |
| ---- | ---- | ---- | ---- |
| 197  | ↘40  | ↘37  | ↘31  |

## Достопримечательности
На Никольском погосте близ деревни расположена недействующая Церковь иконы Божией Матери "Всех скорбящих Радость".

## Экономика
В деревне имеется садовый питомник «Прессинг».